# استشعار الموجات فوق الصوتية

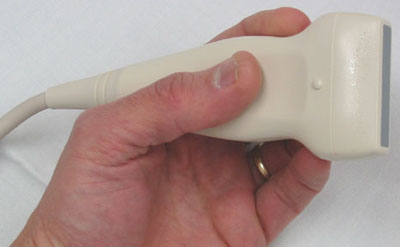
محول طاقة بالموجات فوق الصوتية ذو مصفوفة خطية للاستخدام في التصوير بالموجات فوق الصوتية الطبية.

أجهزة الاستشعار بالموجات فوق الصوتية (عندما كلا إرسال واستقبال) تعمل على مبدأ مشابه للرادار أو السونار التي تقيم سمات هدفا عن طريق تفسير أصداء من الراديو أو الموجات الصوتية على التوالي. الموجات فوق الصوتية وأجهزة الاستشعار تولد موجات صوتية عالية التردد وتقييم صدى التي وردت مرة أخرى من قبل أجهزة الاستشعار. أجهزة الاستشعار تحسب الفاصل الزمني بين إرسال إشارة وتلقي صدى لتحديد المسافة إلى الجسم.
هذه التكنولوجيا يمكن استخدامها لقياس: سرعة الرياح واتجاهها (مقياس شدة الريح)، ملء خزان والسرعة عن طريق الهواء أو الماء. لقياس السرعة أو الاتجاه جهازيحساب السرعة من مسافات النسبية لالجسيمات في الهواء أو الماء. لقياس كمية من السائل في خزان وجهاز استشعار يقيس المسافة إلى سطح السائل. مزيد من التطبيقات تشمل ما يلي: الرطوبة، السونار، والموجات فوق الصوتية الطبية، وأجهزة الإنذار ضد السرقة والاختبارات غير المتلفة.
نظم عادة استخدام محول التي تولد موجات صوتية في نطاق الموجات فوق الصوتية، وفوق 20,000 هيرتز، من خلال تحويل الطاقة الكهربائية إلى الصوت، ثم عند تلقي صدى تحويل الموجات الصوتية إلى طاقة كهربائية والتي يمكن قياسها وعرضها.
هذه التكنولوجيا لا تزال محدودة بسبب أشكال الأسطح والكثافة أو اتساق المادية. على سبيل المثال رغوة على سطح السائل في خزان يمكن أن تحرف مسار القراءة

## محولات الطاقة
المحول بالموجات فوق الصوتية الذي يحويل الطاقة الي الموجات فوق الصوتية، أو الموجات الصوتية فوق المعدل الطبيعي للسمع الإنسان. بينما من الناحية الفنية على صافرة الكلب هو محول بالموجات فوق الصوتية أن يحول الطاقة الميكانيكية في شكل ضغط الهواء الي موجات الصوت، هذا المصطلح الأكثر ميلا للإشارة إلى المحولات كهرضغطية التي تحويل الطاقة الكهربائية إلى الصوت.كهرضغطية بلورات يمكن أن تغيير حجمها عندما يتم تطبيق فرق جهد عليها، وبالتالي تطبيق التيار المتردد عبرهم هو الذيمنها يجعلهم يتأرجحون عند الترددات العالية جدا ،وبالتالي إنتاج الترددات الموجات الصوتية عالية جدا.
الموقع الذي محول يركز فيه الصوت يمكن تحديده من خلال مساحة وشكل الموحول، وتردد الموجات فوق الصوتية، وسرعة الصوت في الوسط.
المثال يظهر حقول الصوت الغير مركزة ومحول تركز بالموجات فوق الصوتية في الماء

## كاشفات
بما أن البلورات الكهرضغطية تولد جهد عندما يتم تطبيق القوة عليها، ويمكن استخدام نفس البلورة تكون بمثابة كشف بالموجات فوق الصوتية. بعض النظم تستخدام مكونات المرسال والمتلقي منفصلة حين أن البعض الآخربجمع بين كليهما في جهازالإرسال كهرضغطية. الطرق البديلة لخلق والكشف بالموجات فوق الصوتية تشتغل بالسعة.

## استخدامها في الطب
محولات الطبية بالموجات فوق الصوتية (تحقيقات) يأتي في مجموعة متنوعة من مختلف الأشكال والأحجام لاستخدامها في صنع صور لأجزاء مختلفة من الجسم. والمحول قد يتم تمريره على سطح الجسم أو إدراجها في افتتاح الجسم مثل فتحة المستقيم أو المهبل. الأطباء الذين يؤدون الموجات فوق الصوتية الموجهة إجراءات التحقيق في كثير من الأحيان استخدام نظام تحديد المواقع لعقد محول بالموجات فوق الصوتية.

## استخدامها في الصناعة
وتستخدم أجهزة الاستشعار بالموجات فوق الصوتية للكشف عن وجود أهداف ولقياس المسافة للوصول إلى الأهداف في المصانع المؤتمتة والعديد من محطات العملية. مع أجهزة استشعار أو إيقاف الإنتاج الرقمية المتاحة للكشف عن وجود الكائنات، وأجهزة استشعار ويبلغ حجم إنتاجها التناظرية التي تختلف نسبيا للاستشعار عن بعد لاستهداف فصل متاحة تجاريا.
لأن أجهزة الاستشعار بالموجات فوق الصوتية بدلا من الاستخدام السليم للكشف عن الضوء، فإنها تعمل في مجال تطبيقات الاستشعار الكهروضوئية حيث لا تجوزفيها. الفوق صوتيات حل كبير للكشف عن وجوه واضحة ولقياس مستوى السائل.
وهناك أنواع أخرى من محولات الطاقة المستخدمة في الأجهزة المتوفرة تجاريا التنظيف بالموجات فوق الصوتية. محول بالموجات فوق الصوتية ليتم اضافته على الفولاذ المقاوم للصدأ عموم الذي يملأ بمادة مذيبة (المياه بشكل متكرر أو الأيسوبروبانول) وموجة مربع يطبق عليه، ناقلا الطاقة الذبذبات على السائل.